# 남아프리카 공화국 그랑프리

남아프리카 공화국 그랑프리(영어: South African Grand Prix)는 남아프리카 공화국의 F1 경주이다.